# メキシカンライム
メキシカンライム (Mexican lime) は柑橘類の一種。熱帯アジア原産の低木で、ビアソングと枸櫞の交配種。果実は食用。別名としてキーライム (Key lime)、マナオが知られている。

## 概要
メキシカンライムの木は樹高5mで多くの棘がある。寒冷地では矮性品種を冬季は屋内において栽培している。葉は卵型で長さが2.5から9cmでダイダイの葉に似る。花は直径2.5cmで紫をベースとした白色。花と果実は年間を通してみられるが、北半球では5月から9月が多い。

### 収穫後の保管
賞味期限は、マーケティングにおいて重要な考慮事項である。メキシカンライムは収穫後もかなりの長期間熟しており、通常75〜85％の相対湿度で12.5〜15.5℃（55〜60°F）の間で保管される。生長調節剤、果物ワックス、殺菌剤、精密冷却剤、カルシウム化合物、硝酸銀、および特別な包装材料の適用など、特別な手順を使用して保存期間を延ばすことができる。好ましい保存条件は、9-10℃（48-50°F）の温度および85％以上の湿度であるが、理想的な条件下でさえ収穫後の損失率は高い。
インドの生産農家は小規模で、上記の様な保管法が使えないが、ヤシ油のコーティング等によってコンスタントに市場に出荷されている。
中東では、メキシカンライムを塩水で茹で乾燥させ、調味料として使われる乾燥ライムを製造している。